# Nergizev Hanim
Nergizev Hanim (turco ottomano: نرکزو خانم, lett. "narciso"; Anapa, 1830 – Istanbul, 26 ottobre 1848 o 1858), anche nota come Nergizu Hanim o Nergis Hanim, è stata una consorte del sultano ottomano Abdülmecid I.

## Biografia

### Origini
Nergizev, il cui vero nome è ignoto, nacque nel 1830 ad Anapa, nell'attuale Russia. Era di origini circasse, appartenente alla tribù Natuhay. Era figlia del nobile Albor Bey e della sua consorte Daduse Hanım, e aveva due fratelli, Ibrahim Bey e Hüseyn Bey; e due sorelle, Mihrinur Hanım e Münever Hanım. 

### Consorte imperiale
Mandata alla corte ottomana di Istanbul perché venisse educata, Nergizev Hanim divenne una delle consorti del sultano Abdülmecid I nel 1847. Le venne dato il rango di "Quarta Ikbal". Diede al sultano un figlio che non sopravvisse.
Dopo il matrimonio chiamò a Istanbul anche i suoi fratelli, che vennero nominati Kaymakam, e le sue sorelle, che divennero dame di compagnia per lei e altri membri femminili della dinastia. 

### Morte
Nergizev Hanim morì di tubercolosi il 26 ottobre, ma l'anno è incerto, essendo riportato variamente sia come 1848 che 1858. Venne sepolta nel mausoleo Refia Sultan. 

## Discendenza
Da Abdülmecid I, Nergizev Hanim ebbe un figlio:
- Şehzade Mehmed Fuad (7 luglio 1848 - 28 settembre 1848). Nato al Palazzo di Çırağan, sepolto nella Yeni Cami.

## Cultura popolare
- Nergizev Hanim è un personaggio del romanzo storico del 2009 di Hıfzı Topuz Abdülmecit: İmparatorluk Çökerken Sarayda 22 Yıl: Roman[7].